# Ste-Bernadette (Dijon)

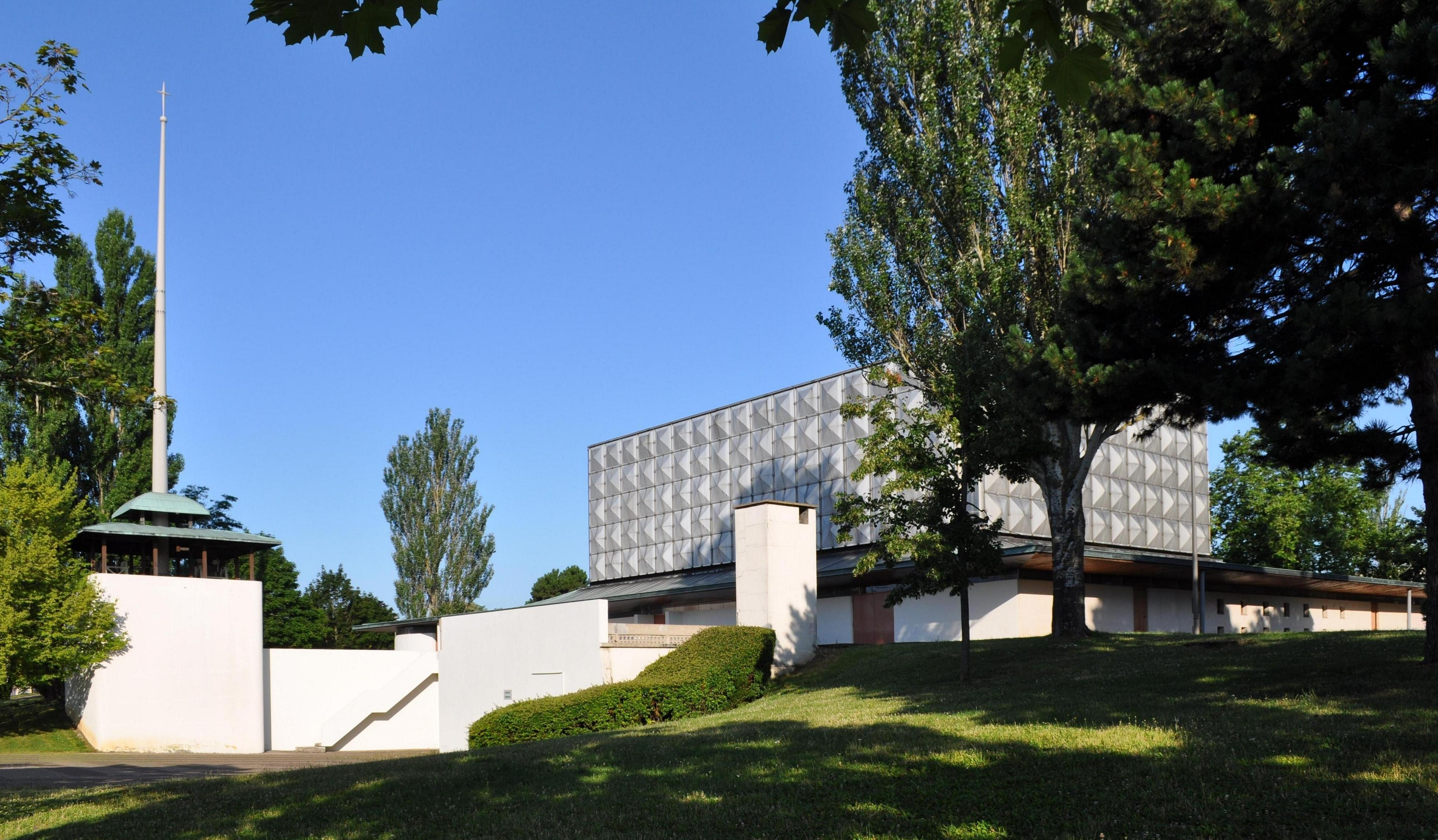
Südwestansicht von der Avenue des Grésilles

Die Kirche Sainte-Bernadette ist eine römisch-katholische Pfarrkirche im nordöstlichen Stadtteil les Grésilles der burgundischen Hauptstadt Dijon.

## Geschichte
Das modern gestaltete quadrische Kirchengebäude wurde von dem Gründungspfarrer der Pfarrei Domkapitular Paul Vinceneux unter Beteiligung des renommierten Architekten Joseph Belmont im Rahmen eines Architektenwettbewerbs 1960 konzipiert. Am 10. Mai 1964 konnte das Gebäude nach zweijähriger Bauzeit durch den Bischof von Dijon André Charles de la Brousse geweiht werden. Die Kirche Sainte-Bernadette ist ein charakteristisches Beispiel für den modernen Kirchenbau der 1960er-Jahre in Frankreich; ein bedeutender Zentralbau des 20. Jahrhunderts im katholischen Bereich, der die Idee einer Zentralkirche konsequent umsetzte.
Die Bedeutung des Gebäudes für die Architektur des 20. Jahrhunderts fand dadurch Anerkennung, dass es am 25. Februar 2011 als Monument historique eingestuft wurde.

## Baubeschreibung
Die Kirche wurde im Vorgriff auf die Liturgiereform des Zweiten Vatikanischen Konzils erbaut. Der mit Flachdach bedeckte Gebäudekomplex im internationalen Stil bietet auf zwei Ebenen Platz für einen großen Kirchenraum mit einer Kapazität von 1200 Personen auf der oberen Ebene und einen kleineren Gemeindesaal für 800 Gläubige sowie eine Kapelle mit 120 Plätzen auf der unteren Ebene. Die unteren Gottesdiensträume mit Kapelle bzw. Krypta ruhen auf schlanken Säulen, die das hohe quadrische Langhaus stützen. Die untere Ebene springt auf allen vier Seiten vor und ist dort durch zeltbahnartig gebogene Dächer bedeckt. Der niedrige, am Fuß des Kirchhügels stehende quadratische Turm birgt mehrere Glocken. Auf seinem Dach erhebt sich eine fast doppelt so hohe schlanke Lanzette, die ein Kreuz trägt. Belmont entwarf das in Stahlbeton-Skelettbauweise errichtete Gebäude mit einer gerasterten, hellgrauen Vorhangfassade. Der lang gestreckte symmetrisch gegliederte quaderförmige Baukörper lässt keine Fensterbänder erkennen.
Die zurückhaltende Formensprache des internationalen Stils zeigt deutliche Bezüge zu der ebenfalls von Joseph Belmont realisierten Kirche Sacré-Cœur de Bonnecousse in Aussillon.

## Galerie

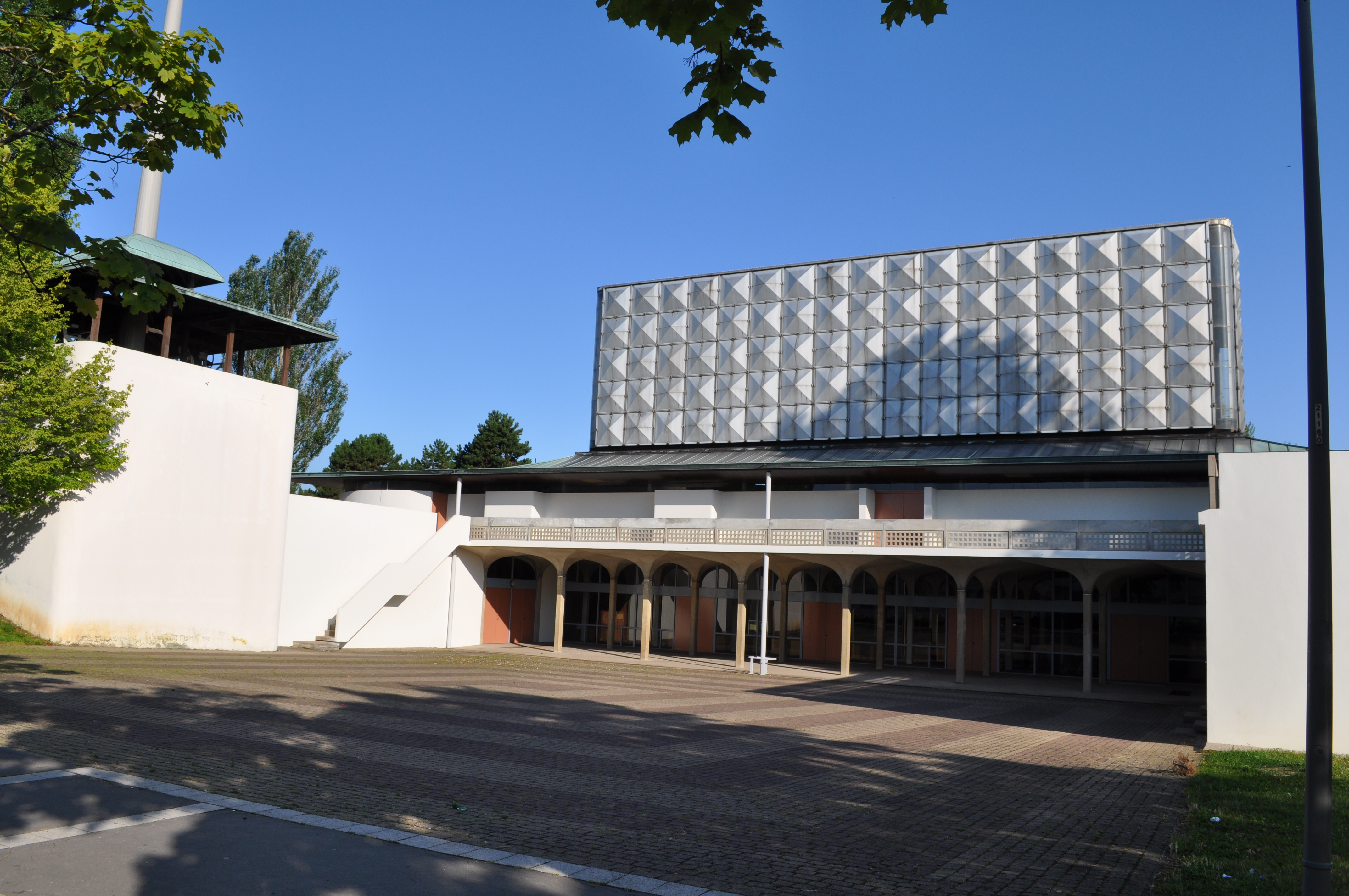
Außenansicht
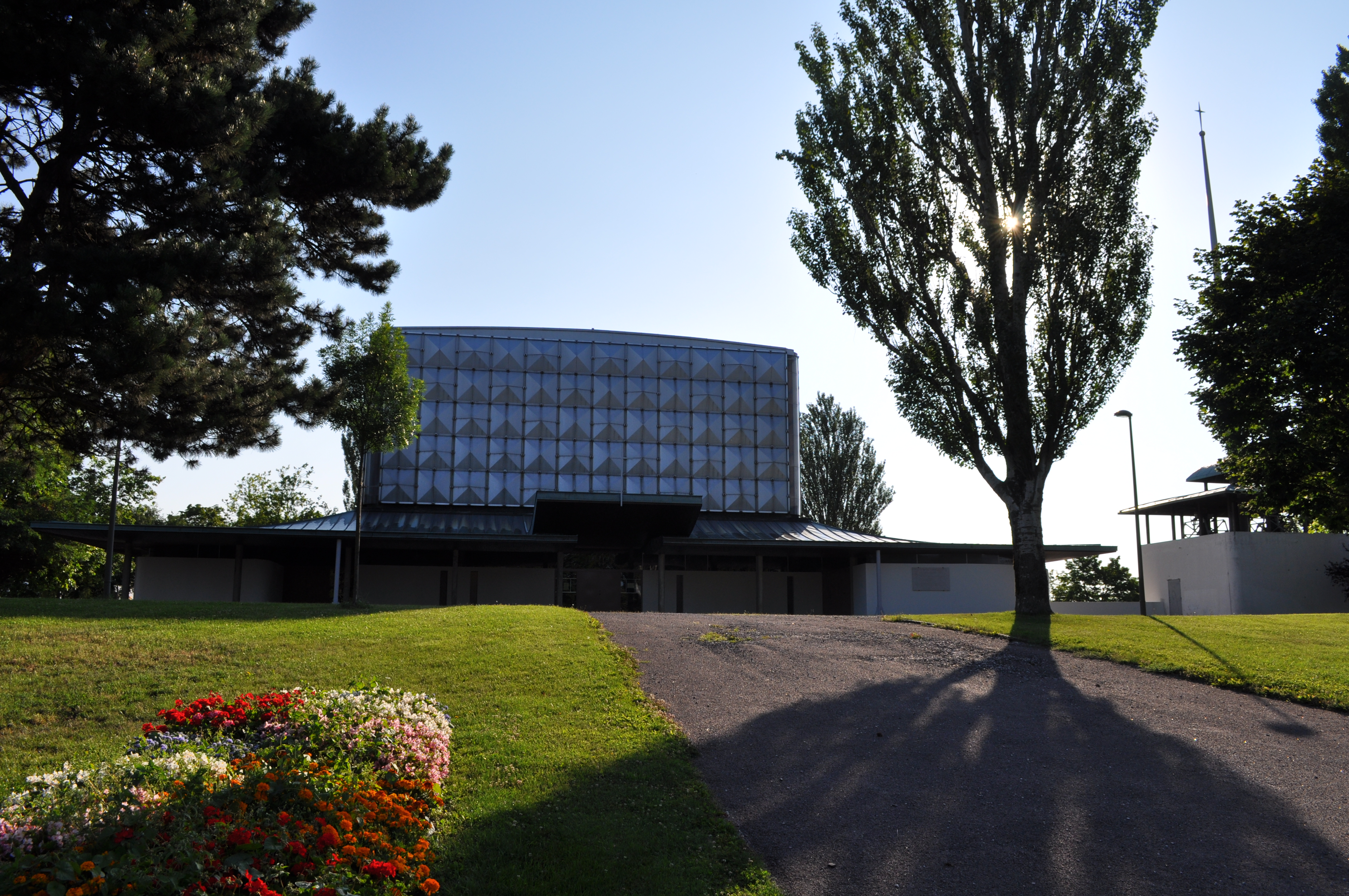
Südöstliche Außenansicht
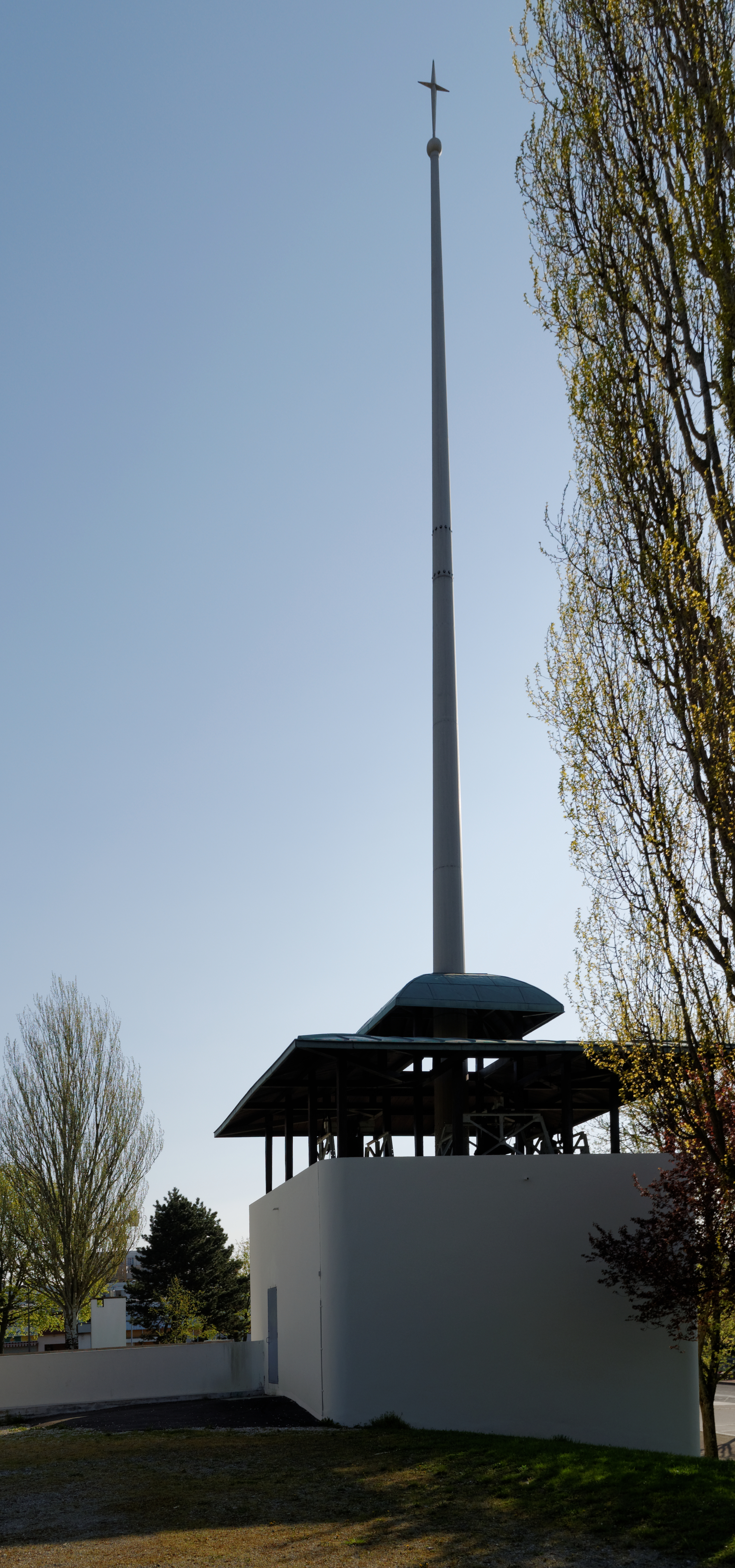
Glockenturm